# البرتو کوبو
البرتو کوبو (انگلیسی: Alberto Cobo؛ زادهٔ ۲۱ ژوئن ۱۹۸۴) بازیکن فوتبال اهل اسپانیا است.